# 氷の城壁
『氷の城壁』（こおりのじょうへき、英: The Ramparts of Ice）は、阿賀沢紅茶による日本のウェブトゥーン漫画作品。2017年冬に漫画アプリ（XOY）で連載を開始し、サービス終了によりLINEマンガインディーズに移動。2018年の『集英社少女マンガグランプリ powered by LINE マンガ インディーズ』で特別賞を受賞し、2020年1月より公式連載。繊細でリアルな心理描写が魅力とされる。
『第6回アニメ化してほしいマンガランキング』で第2位。『タテ読みマンガアワード 2024』で完結済み部門1位。

## ストーリー
他人との間に壁を作りがちな氷川小雪と、何かと距離を詰めてくる雨宮湊、小雪の幼馴染で人気者の安曇美姫と、美姫・湊の中学時代からの友人である日野陽太を中心とした登場人物の人間模様と恋愛、内面の葛藤と成長を描く。

## 登場人物

### 主な登場人物
氷川 小雪（ひかわ こゆき、こゆん）
1年2組→2年2組
中学時代のトラウマから他人との間に壁を作りがち。そのクールなイメージにより陰では「女王」と呼ばれている。
雨宮 湊（あまみや みなと、ミナト）
1年6組→2年2組
誰とでも仲良くなれる、クラスの人気者。他人との距離を詰めるのが得意で、いつも1人でいる小雪にも近づき、そのうちに惹かれていく。なんでも物事は理屈でなんとかなると考える一方で、感情を内側に溜め込み、ストレスを溜め込んでしまう面がある。
兄がいつも親に怒られているところを見て育った一方で、その理由が分からなかったことから周囲の空気を読みがちで、1人でいる小雪のような人に声をかけるのも「いつ自分がそちら側になるか分からず、そうなったときに誰も助けてくれないのが怖い」からだという気持ちが根底にあった。そのことに気づいたことから「自分の気持ち」と向き合い始める。
安曇 美姫（あずみ みき）
1年5組→2年2組
小雪の幼馴染で親友。人気者で、明るく陽気。本来は大雑把な性格であり、高校では自らが周囲に抱かれている「アイドル」のようなイメージと実際の性格の乖離を窮屈に感じている。湊、陽太とは中学時代の塾で知り合い、以来2人とつるんでいる。
日野 陽太（ひの ようた、ヨータ）
1年6組→2年2組
湊とは中学からの親友で、小雪をナンパから助けたことで小雪と仲良くなる。温和で優しい性格。

### その他の登場人物
五十嵐 翼（いがらし つばさ）
安曇 優希（あずみ ゆうき）
美姫の弟で、小雪の幼馴染。
栗木 桃香（くりき ももか）
霜島 月子（しもじま つきこ、つっこ）
創造力豊かな美術部員。図書係として小雪と仲良くなる。何かと勘が良い。
熱川 真夏（あたがわまなつ）
熱川 秋音（あたがわ あきね）

## 書誌情報
- 阿賀沢紅茶『氷の城壁』集英社〈ジャンプ・コミックス〉、全14巻
  1. 2023年7月4日発売[3][8]、ISBN 978-4-08-883544-0
  2. 2023年7月4日発売[9]、ISBN 978-4-08-883582-2
  3. 2023年8月4日発売[10]、ISBN 978-4-08-883583-9
  4. 2023年9月4日発売[11]、ISBN 978-4-08-883648-5
  5. 2023年10月4日発売[12]、ISBN 978-4-08-883649-2
  6. 2023年11月2日発売[13]、ISBN 978-4-08-883650-8
  7. 2023年12月4日発売[14]、ISBN 978-4-08-883750-5
  8. 2024年1月4日発売[15]、ISBN 978-4-08-883751-2
  9. 2024年2月2日発売[16]、ISBN 978-4-08-883752-9
  10. 2024年3月4日発売[17]、ISBN 978-4-08-883753-6
  11. 2024年5月2日発売[18]、ISBN 978-4-08-883754-3
  12. 2024年7月4日発売[19]、ISBN 978-4-08-883755-0
  13. 2024年9月4日発売[20]、ISBN 978-4-08-884198-4
  14. 2025年2月4日発売[21]、ISBN 978-4-08-884404-6

## テレビアニメ
2025年1月31日、テレビアニメ化が発表された。